# مجلس التحقيق في السلامة الكيميائية والمخاطر
مجلس التحقيق في السلامة الكيميائية والمخاطر في الولايات المتحدة ، والمشار إليه عمومًا  باسم مجلس السلامة الكيميائية أو CSB، هو وكالة فدرالية أمريكية مستقلة مكلفة بالتحقيق في حوادث المواد الكيميائية الصناعية. يقع مقرها الرئيسي في واشنطن العاصمة ، ويتم تعيين أعضاء مجلس إدارة الوكالة من قبل الرئيس ويصادق عليهم مجلس الشيوخ الأمريكي. يجري ديوان الخدمة المدنية تحقيقات الأسباب الجذرية للحوادث الكيميائية في المنشآت الصناعية الثابتة.